# シンガポール・エアショー
シンガポール・エアショー（以前はチャンギ・インターナショナル・エアショー）は2008年より隔年で開催されている航空ショー。以前開催されていたアジアン・エアロスペースから場所を変えて再開する際に、シンガポールの民間航空庁と防衛科学技術庁のパートナーシップによって開催された。

## 会場
シンガポール・エアショーはチャンギ航空基地の北、シンガポール・チャンギ国際空港の東に位置するチャンギ・エキシビジョンセンターで開催されている。